# Мещерский, Василий Никитич
Князь Василий Никитич Мещерский (1754 — 8 (20) апреля 1800) — российский военачальник эпохи Екатерины II, участник русско-турецких войн 1768—1774 и 1787—1791 годов и русско-шведской войны 1788—1790 годов, генерал-майор.

## Биография
Родился в 1754 году. Сын советника Симбирской гражданской палаты князя Никиты Ивановича Мещерского.
В возрасте 13 лет поступил на службу солдатом во 2-й Московский полк (23 июня 1767). В 1768 году при начале Турецкой войны находился на Украинской линии в составе корпуса под командой генерал-майора графа Ф. А. Остермана. В 1769 году был при команде для занятия поста в Козловской крепости и участвовал в отражении нападения на неё татар.
В 1770 году в Бессарабии под началом командующего 1-й армией генерал-фельдмаршала графа П. А. Румянцева участвовал в сражениях 17 июня при Рябой Могиле, 7 июля при Ларге, и 21 июля при Кагуле. 7 июля 1770 года по усмотрению главнокомандующего произведен из сержантов Навагинского пехотного полка в прапорщики.
1 января 1771 года находился в егерском батальоне авангардного корпуса под командой генерал-квартирмейстера Бауэра на реке Яломица, затем в корпусе генерал-поручика фон Эссена. Участвовал в сражениях: 12 октября при нападении турок на русские посты при реке Сабаре и на лагерь корпуса при Добряне, 19 октября под Бухарестом и 24 октября при взятии Журжи. 2 ноября в деташаменте полковника Фабрициана ходил для занятия реки Ольты и города Крайова. 1 января 1772 произведен в подпоручики и в том же году в поручики Навагинского пехотного полка.
В 1773 году находился в авангардном деташаменте Валашского корпуса под командованием генерал-майора П. А. Текели и принимал участие в различных шармицелях, а при атаке и взятии города Ореды, лежащего на противоположном берегу Дуная, командуя авангардом, овладел вражеской батареей, но был тяжело ранен в левую руку и плечо. 3 августа 1773 произведен в капитаны. 26 ноября 1773 награжден орденом Святого Георгия IV степени.
30 апреля 1777 года именным указом императрицы Екатерины II пожалован поручиком в лейб-гвардии Семеновский полк. Капитан-поручик (1.01.1780). В 1780 и 1781 годах находился волонтером при эскадре, отправленной в Средиземное море. Капитан (1.01.1782). 01.01.1788 отставлен из военной службы в чине бригадира для определения к конторским делам.
28 января 1788 года указом Екатерины II принят на военную службу в прежнем чине, но с полковничьим жалованием, и определен к сухопутным войскам генерал-майора Боувера, отряженным для похода с флотом в Архипелаг. Эскадра под командованием адмирала С. К. Грейга не была отправлена на Средиземное море по причине возникшей угрозы войны с Швецией.
16 мая 1788 года по именному повелению императрицы отправлен сухим путем в Италию по особо возложенной на него комиссии. В Тоскане занимался вербовкой на русскую службу корсиканцев, ранее служивших англичанам. За время пребывания в Ливорно завербовал 70 человек. Приехавший следом за ним генерал-поручик И. А. Заборовский одобрил его действия, но дальнейший набор прекратил. В октябре отправлен Заборовским в Триест для передачи директив и средств майору Ламбро Качони, командовавшему эскадрой корсаров, действовавших против турок в Эгейском море. 8 июня 1789 года возвратился в Петербург.
20 июля 1789 года отправлен на гребных судах резервной эскадры капитан-лейтенанта Штейнгеля для командования всеми находящимися при ней сухопутными войсками. 22 июля у островов Аспо соединился с частью гребного флота под командованием принца Нассау-Зигена. 13 августа участвовал в сражении с шведским гребным флотом при Роченсальме, за что получил золотую шпагу с надписью. 21 августа находился при авангарде и командовал передовым отрядом в десантной операции при деревне Стингнейс, где, несмотря на сильный артиллерийский огонь противника, успешно высадился около деревни Старкупис, продвинулся вперед и сбил два поста неприятеля.

19 апреля 1790 года участвовал в атаке на укрепленный шведский пост в Пардакоски. 
Князю Мещерскому было приказано обойти неприятеля и напасть на него с тылу, но он не успел вовремя исполнить это поручение, потому что на пути к означенному месту лёд на озере оказался ненадёжным, и это обстоятельство принудило его искать другого пути…Брикнер А. Г. Война России со Швецией в 1788—1790 годах
Бригадир князь Мещерский, высланный из левой колонны для обхода неприятеля, получил приказание следовать к д. Парда и атаковать неприятеля в тыл. Но шведы, отбив атаку Байкова и Сухтелена, устремились всеми силами на войска князя Мещерского. Последний не решился встретить атаку и отступил без боя по льду к Савитайполю.История лейб-гвардии Гренадерского полка. т. 1, с. 258
15 мая при приближении неприятельского гребного флота из Выборга был отправлен для постройки укреплений в Тронгзунде, что и производил, отразив многочисленные атаки противника. 6 и 7 июня участвовал в сражении с неприятельским десантом на острове Урансари, за что пожалован орденом Святого Равноапостольного князя Владимира 3-й степени.
Генерал-майор приказал гренадерам Кексгольмского и Навагинского полков под командою бригадира князя Мещерского зайти справа и по учинении залпа на неприятеля ударить в штыки; сие было исполнено с таким стремлением, что неприятель тотчас опрокинут и приведенный в замешательство искал в бегстве спасения ( … ) Генерал-майор Буксгевден отдает справедливость усердию и ревности бригадира князя Мещерского, который участвуя обще с ним в сем деле, подавал войскам пример неустрашимости, побуждая их беспрестанно к сильному поражению неприятеля, употребляя себя во всех местах, где требовалась надобность, невзирая ни на какие опасности.Санкт-Петербургские ведомости от 14 июня 1790 года, с. 780
28 июня принял участие во втором морском сражении при Роченсальме. При возвращении гребного флота командовал всеми канонерскими лодками и легкими судами, составляя авангард. Благополучно прибыл со всеми судами в Санкт-Петербург в галерную гавань 28-го числа.
1791—1792 дежурный офицер при генерал-аншефе А. В. Суворове в Финляндии. С 1 января 1793 года — командир 1-го Морского полка. С вверенным ему полком находился в Роченсальме на шведской границе и был при финляндской дивизии бригадным командиром. С 1 января 1795 года — генерал-майор. 17 декабря 1796 года награжден орденом Святой Анны 2-й степени с определением (с 3 декабря) шефом в Нашебургской мушкетерский полк. 16 сентября 1797 года по прошению уволен от службы с позволением носить мундир.
На 1 сентября 1797 года был владельцем 9 душ мужского пола.
25 июня 1798 года подал прошение о внесении в Общий гербовник герба князей Мещерских с приложением рисунка герба и подробного его описания.
Умер 8 (20) апреля 1800. Похоронен в Донском монастыре.

## Награды
- Орден Святого Георгия IV степани (26 ноября 1773)[8].
- Золотое оружие «За храбрость» (1789)[6]
- Орден Святого Владимира III степени (1790)[19]
- Орден Святой Анны II степени (17 декабря 1796)[19]

## Семья
Жена (с 28 апреля 1794)  - Мария Петровна Измайлова (1760—21.01.1812), дочь генерал-поручика Петра Ивановича Измайлова. Похоронена вместе с мужем в Донском монастыре.